# Antoni Sadurní

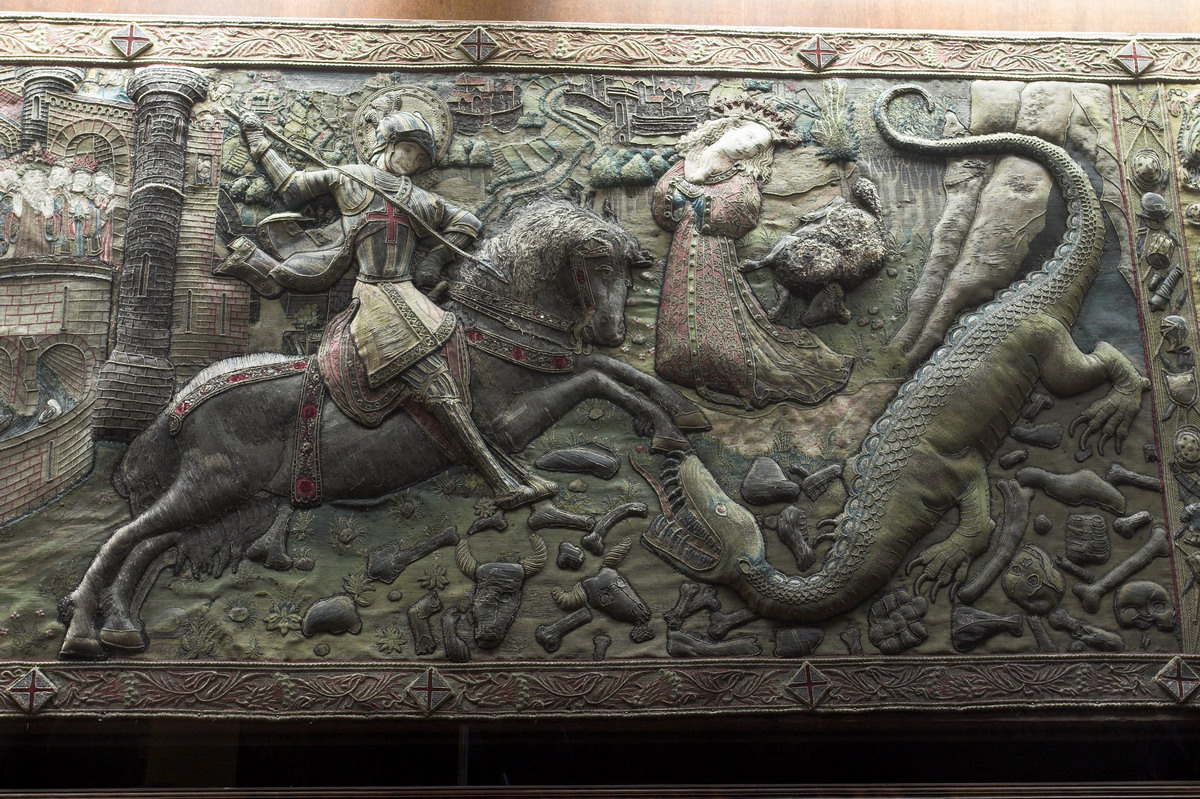
Brodat d'Antoni Sadurní, a la capella de Sant Jordi del palau de la Generalitat de Catalunya

Antoni Sadurní (Barcelona, actiu al segle xv) fou un brodador català, conegut per ser l'autor del brodat del frontal d'altar de la capella de Sant Jordi del palau de la Generalitat de Catalunya, es creu que inspirant-se en un disseny del pintor Bernat Martorell. Es tracta d'una obra excepcional realitzada cap a 1450 amb fils de seda, or i plata. Altres obres destacades d'ell foren:
- Dalmàtica del tern de sant Jordi, brodat de la capella de Sant Jordi del palau de la Generalitat de Catalunya
- Brodats per a la seu de Tortosa, encarregats pel bisbe d'Urgell
- Brodats per a la casa de Pere IV.[1]